# Copa Caribeña de la Concacaf 2025
La Copa Caribeña de Concacaf 2025 será la tercera edición de la Copa Caribeña de la Concacaf, la competencia internacional anual de fútbol de clubes de primer nivel en la región del Caribe. Será disputada por clubes cuyas asociaciones de fútbol están afiliadas a la Unión de Fútbol del Caribe (CFU), una subconfederación de Concacaf, y cumplan con los requisitos de profesionalismo exigidos por dicho rector.
El equipo campeón del torneo clasifica de manera directa a los octavos de final de la Copa de Campeones de la Concacaf 2026, mientras el equipo subcampeón y el tercer lugar jugaran la primera ronda del torneo.

## Participantes
Para esta competencia, los equipos surinameses entran directo luego de la profesionalización de su liga en 2024.
| País                         | Equipo                  | Vía de clasificación                                                                                             |
| ---------------------------- | ----------------------- | --- |
| Haití 1 cupo                 | Juventus des Cayes      | Campeón del Campeonato Nacional de Haití 2025                                                                    |
| Jamaica 2 cupos              | Cavalier Mount Pleasant | Campeón de la Liga Premier Nacional de Jamaica 2024-25 Subcampeón de la Liga Premier Nacional de Jamaica 2024-25 |
| República Dominicana 2 cupos | Cibao O&M               | Campeón de la Liga Dominicana de Fútbol 2024 Subcampeón de la Liga Dominicana de Fútbol 2024                     |
| Surinam 1 cupo               | Robinhood               | Campeón de la Liga Mayor de Surinam 2024                                                                         |
| Trinidad y Tobago 2 cupos    | Defence Force Central   | Primer lugar de la TT Premier Football League 2024-25 Segundo lugar de la TT Premier Football League 2024-25.    |
| CFU Club Shield 2 cupos      | Moca Weymouth Wales     | Campeón del CFU Club Shield 2025 Subcampeón de la CFU Club Shield 2025                                           |

## Calendario
| Fase              | Ronda                | Ida                           | Vuelta                        |
| ----------------- | -------------------- | ----------------------------- | ----------------------------- |
| Fase de grupos    | Fecha 1              | 19–21 de agosto               | 19–21 de agosto               |
| Fase de grupos    | Fecha 2              | 26–28 de agosto               | 26–28 de agosto               |
| Fase de grupos    | Fecha 3              | 16–18 de septiembre           | 16–18 de septiembre           |
| Fase de grupos    | Fecha 4              | 23–25 de septiembre           | 23–25 de septiembre           |
| Fase de grupos    | Fecha 5              | 30 de septiembre–2 de octubre | 30 de septiembre–2 de octubre |
| Fase eliminatoria | Semifinales          | 21–23 de octubre              | 28–30 de octubre              |
| Fase eliminatoria | Final y tercer lugar | 25–27 de noviembre            | 2–4 de diciembre              |

## Fase de grupos

### Grupo A
| Pos. | Equipo         | Pts. | PJ | G | E | P | GF | GC | Dif. | Clasificación |
| ---- | -------------- | ---- | -- | - | - | - | -- | -- | ---- | ------------- |
| 1    | Mount Pleasant | 3    | 1  | 1 | 0 | 0 | 1  | 0  | +1   | Semifinales   |
| 2    | O&M FC         | 0    | 0  | 0 | 0 | 0 | 0  | 0  | 0    | Semifinales   |
| 3    | Central FC     | 0    | 0  | 0 | 0 | 0 | 0  | 0  | 0    |               |
| 4    | Moca           | 0    | 0  | 0 | 0 | 0 | 0  | 0  | 0    |               |
| 5    | Robinhood      | 0    | 1  | 0 | 0 | 1 | 0  | 1  | −1   |               |

 Fuente: Concacaf
| 19 de agosto  | Mount Pleasant | 1:0 (1:0) | Robinhood | Independence Park, Kingston |                           |
| 19:00 (UTC-5) | McCalla 35'    | Reporte   |           | Árbitro(s): Shavin Greene   | Árbitro(s): Shavin Greene |

| 20 de agosto  | O&M | vs. | Central | Estadio Cibao FC, Santiago |             |
| 20:00 (UTC-4) |     |     |         | Árbitro(s):                | Árbitro(s): |

- Libre:  Moca

| 26 de agosto  | Robinhood | vs. | Central | Estadio Franklin Essed, Paramaribo |             |
| 19:00 (UTC-3) |           |     |         | Árbitro(s):                        | Árbitro(s): |

| 27 de agosto  | Moca | vs. | Mount Pleasant |             |             |
| 20:00 (UTC-4) |      |     |                | Árbitro(s): | Árbitro(s): |

- Libre:  O&M

| 16 de septiembre | Central | vs. | Moca | Estadio Hasely Crawford, Puerto España |             |
| 20:00 (UTC-4)    |         |     |      | Árbitro(s):                            | Árbitro(s): |

| 18 de septiembre | Robinhood | vs. | O&M | Estadio Franklin Essed, Paramaribo |             |
| 19:00 (UTC-3)    |           |     |     | Árbitro(s):                        | Árbitro(s): |

- Libre:  Mount Pleasant

| 23 de septiembre | Central | vs. | Mount Pleasant | Estadio Hasely Crawford, Puerto España |             |
| 20:00 (UTC-4)    |         |     |                | Árbitro(s):                            | Árbitro(s): |

| 24 de septiembre | O&M | vs. | Moca | Estadio Olímpico Félix Sánchez, Santo Domingo |  |
| 20:00 (UTC-4)    |     |     |      |                                               |  |

- Libre:  Robinhood

| 30 de septiembre | Moca | vs. | Robinhood |  |  |
| 20:00 (UTC-4)    |      |     |           |  |  |

| 30 de septiembre | Mount Pleasant | vs. | O&M | Independence Park, Kingston |  |
| 19:00 (UTC-5)    |                |     |     |                             |  |

- Libre:  Central

### Grupo B
| Pos. | Equipo             | Pts. | PJ | G | E | P | GF | GC | Dif. | Clasificación |
| ---- | ------------------ | ---- | -- | - | - | - | -- | -- | ---- | ------------- |
| 1    | Cibao              | 3    | 1  | 1 | 0 | 0 | 2  | 0  | +2   | Semifinales   |
| 2    | Defence Force      | 0    | 0  | 0 | 0 | 0 | 0  | 0  | 0    | Semifinales   |
| 3    | Juventus des Cayes | 0    | 0  | 0 | 0 | 0 | 0  | 0  | 0    |               |
| 4    | Weymouth Wales     | 0    | 0  | 0 | 0 | 0 | 0  | 0  | 0    |               |
| 5    | Cavalier SC        | 0    | 1  | 0 | 0 | 1 | 0  | 2  | −2   |               |

 Fuente: Concacaf
| 19 de agosto  | Cibao                        | 2:0 (1:0) | Cavalier | Estadio Cibao, Santiago de los Caballeros |                              |
| 20:00 (UTC-4) | de la Cruz 20' · Ventura 73' | Reporte   |          | Árbitro(s): Ricangel de Leça              | Árbitro(s): Ricangel de Leça |

| 21 de agosto  | Defence Force | vs. | Juventus des Cayes | Estadio Hasely Crawford, Puerto España |  |
| 20:00 (UTC-4) |               |     |                    |                                        |  |

- Libre:  Weymouth Wales

| 26 de agosto  | Weymouth Wales | vs. | Cibao | Wildey Turf, Bridgetown |  |
| 20:00 (UTC-4) |                |     |       |                         |  |

| 28 de agosto  | Cavalier | vs. | Juventus des Cayes | Parque Sabina, Kingston |  |
| 19:00 (UTC-5) |          |     |                    |                         |  |

- Libre:  Defence Force

| 17 de septiembre | Cavalier | vs. | Defence Force | Independence Park, Kingston |  |
| 19:00 (UTC-5)    |          |     |               |                             |  |

| 18 de septiembre | Juventus des Cayes | vs. | Weymouth Wales | Estadio Cibao FC, Santiago de los Caballeros, República Dominicana |  |
| 20:00 (UTC-4)    |                    |     |                |                                                                    |  |

- Libre:  Cibao

| 23 de septiembre | Juventus des Cayes | vs. | Cibao | Estadio Cibao FC, Santiago de los Caballeros, República Dominicana |  |
| 20:00 (UTC-4)    |                    |     |       |                                                                    |  |

| 25 de septiembre | Defence Force | vs. | Weymouth Wales | Estadio Hasely Crawford, Puerto España |  |
| 20:00 (UTC-4)    |               |     |                |                                        |  |

- Libre:  Cavalier

| 1 de octubre  | Weymouth Wales | vs. | Cavalier | Wildey Turf, Bridgetown |  |
| 20:00 (UTC-4) |                |     |          |                         |  |

| 1 de octubre  | Cibao | vs. | Defence Force | Estadio Cibao, Santiago de los Caballeros |  |
| 20:00 (UTC-4) |       |     |               |                                           |  |

- Libre:  Juventus des Cayes